# 夏莉的鍊金工房 ～黃昏海洋之鍊金術士～
《夏莉的鍊金工房 ～黃昏海洋之鍊金術士～》是由GUST所製作代號為「A16」的第十六個鍊金術士系列角色扮演遊戲。發行平台為PlayStation 3。爲《愛夏的鍊金工房～黃昏大地之鍊金術士～》和《愛絲卡&羅吉的鍊金工房～黃昏天空之鍊金術士～》的續作。「黃昏」系列的第三作。
原定發售日為2014年6月26日，其後變更為2014年7月17日。發售日當天有著部分運作錯誤，在、在以上地圖進行戰鬥後，會於結束時發出「嗶嗶嗶」聲，並同時強制結束。而在同月26日發佈修正更新檔。
PlayStation Vita版《夏莉的鍊金工房Plus ～黃昏海洋之鍊金術士～》在2016年3月3日發售。《夏莉的鍊金工房 ～黃昏海洋之錬金術士～ DX》於2019年12月25日在日本發售PlayStation 4與任天堂Switch兩款新型主機版本遊戲，Microsoft Windows版本則於2020年1月14日發售。

## 遊戲內容
本作也延用前作雙主角的故事系統。玩家可以選擇夏莉絲堤拉或夏露羅蒂完全不同境遇的兩位少女為主角。當故事中段二人相遇時，關於黃昏大地的真相將逐一抽絲剝繭。

## 故事簡介
故事主人翁是兩位活在萬物正步向枯竭的「黃昏大地」上的女孩子，其中一位是船之一族族長女兒夏莉絲提拉，因為故鄉旱災，遂孤身上路前往「黃昏之海」尋找生機；另一位是經營鍊金商店的夏露羅蒂，由於自身毫無技術和經驗，眼見老爸遺留下來的生意面臨倒閉，故決心出外闖蕩，磨練人生。玩家選角不同，會令初段故事有別，但經歷集結同伴後，二人便會因緣際會相遇，並進入故事的核心部分。

## 登場角色

### 主角
夏莉絲堤拉（Shallistera）
聲：小岩井小鳥
年齡：16歲；性別：女；身高：155厘米；血型：A型；職業：船一族的錬金術師
本作的主人翁之一，船一族族長的女兒。
守護著祖先代代相傳古代鍊金術的遺物「船」。
為了找尋拯救面臨滅亡危機故鄉的方法，代替生病的族長，前住遙遠的綠洲城市史特拉德尋求協助。
夏露羅蒂·艾爾米納斯（Shallotte Elminus）
聲：上坂堇
年齡：18歲；性別：女；身高：162厘米；血型：B型；職業：轉包工的貧窮錬金術師
本作的主人翁之一。
代替死去的父親經營陷入困境的鍊金工房。
對鍊金術沒有基礎，實際經驗也很少，完全賺不了錢只好去做轉包工的「無牌鍊金術士」。

### 同伴
柯爾特斯（Korte）
聲：松岡禎丞
年齡：18歲；性別：男；身高：175厘米；血型：A型；職業：船一族的戰士
是夏莉絲堤拉的青梅竹馬，擔任護衛的青年；曾來過斯特拉多讀書，對於村子習俗或不切實際的傳統祭禮保持疑問。
尤莉耶·庫羅茲（Jurie Crotze）
聲：伊藤加奈惠
年齡：20歲；性別：女；身高：165厘米；血型：O型；職業：財寶獵人
隸屬於財協公會，隻身一人的財寶獵人。喜以傳說與文學軼事去推斷寶藏場所，努力掙錢，只為了讓妹妹獲得更好的教育機會。
覺得夏莉絲堤拉的氣質很像自己的妹妹，雖然長得完全不像。
蜜露卡·庫羅茲（Miruca Crotze）
聲：日高里菜
年齡：16歲；性別：女；身高：152厘米；血型：A型；職業：錬成錬金術士
家裡以前是鍛治店，為了學習新的技術前去中央留學，是一名優秀的鍊金術士。
個性沉默寡言，因喜歡夏露羅蒂她那單純沒心機的個性，所以與她一起行動。
跟尤莉耶是姐妹關係。
索爾·格拉曼（Solle Grumman）
聲：松原大典
年齡：26歲；性別：男；身高：172厘米；血型：A型；職業：分部長代理
調查「黃昏」現象發生原因的公務員，性格理性且擅長分析事情，為中央與斯特拉多的資訊橋樑。
薇爾貝兒·沃·耶斯禮特（Wilbell voll＝Erslied）
聲：瀨戶麻沙美
年齡：24歲；性別：女；身高：153厘米；血型：B型；職業：旅遊的魔法師
與各地精靈締結契約且持續修行的魔法師。
雖然已是成熟的魔女，卻依然有著會亂來的情況。
在偶然的情況下救了夏露羅蒂，卻被她誤認成鍊金術士並認她為鍊金術的師父。
焰（Homura）
聲：照井春佳
年齡：不明；性別：不明；身高：100厘米；血型：B型；職業：經驗老道、擅長劍術的財寶獵人，認為甜點與冒險比什麼都令人興奮。
愛絲卡·梅莉耶（Escha Malier）
聲：村川梨衣
年齡：21歲；性別：女；身高：158厘米；血型：O型；職業：派遣職員
上作的主人翁之一，活潑開朗的女孩。（中期會是商店NPC）
奇斯葛里夫·赫瑟達因（Keithgrif Hazeldine）
年齢：55歲。性別：男；身高：180厘米；血型：AB型；職業：異国的錬金術士。
聲：中田讓治

### 其他
娜提·艾爾米納斯（Nady Elminus）
聲：久川綾
年齡：36歲；性別：女；身高：160厘米；血型：B型；職業：主婦
夏露羅蒂的母親。
迪歐克加（Teokhuga）
聲：青森伸
年齡：58歲；性別：男；身高：166厘米；血型：O型；職業：船一族的顧問
船之一族的船工匠，顧問。
相當受到族長的信賴，當夏莉決定展開旅程時，接下了守護夏莉的監護人工作。從夏莉小時候就一直照顧著她，對夏莉來說有如真正的親人一樣。
勞爾·比列德（Raoul Pireit）
聲：鶴岡聰
年齡：28歲；性別：男；身高：182厘米；血型：AB型；職業：財協公會的組長
琳卡（Linca）
聲：小清水亞美
年齡：30歲；性別：女；身高：160厘米；血型：A型；職業：商會的看板娘
在商會擔任秘書工作。
卡朵拉·拉奇卡（Katla Larchica）
聲：うのちひろ
年齡：18歲；身高：158厘米；血型：O型；職業：旅行雜貨商人
奧迪莉雅（Odileia）
聲：佐土原香織
年齡：？；身高：157厘米；職業：奇斯葛里夫的助手
遙遠時代所製造且高度性能的自動人偶。

## 外部連結
- 日文版官方網站 （页面存档备份，存于）
- 中文版官方網站 （页面存档备份，存于）
- 鍊金工房 〜黃昏之鍊金術士三部曲〜 DX 官方網站 （页面存档备份，存于）（繁體中文）